# شراع مثلث

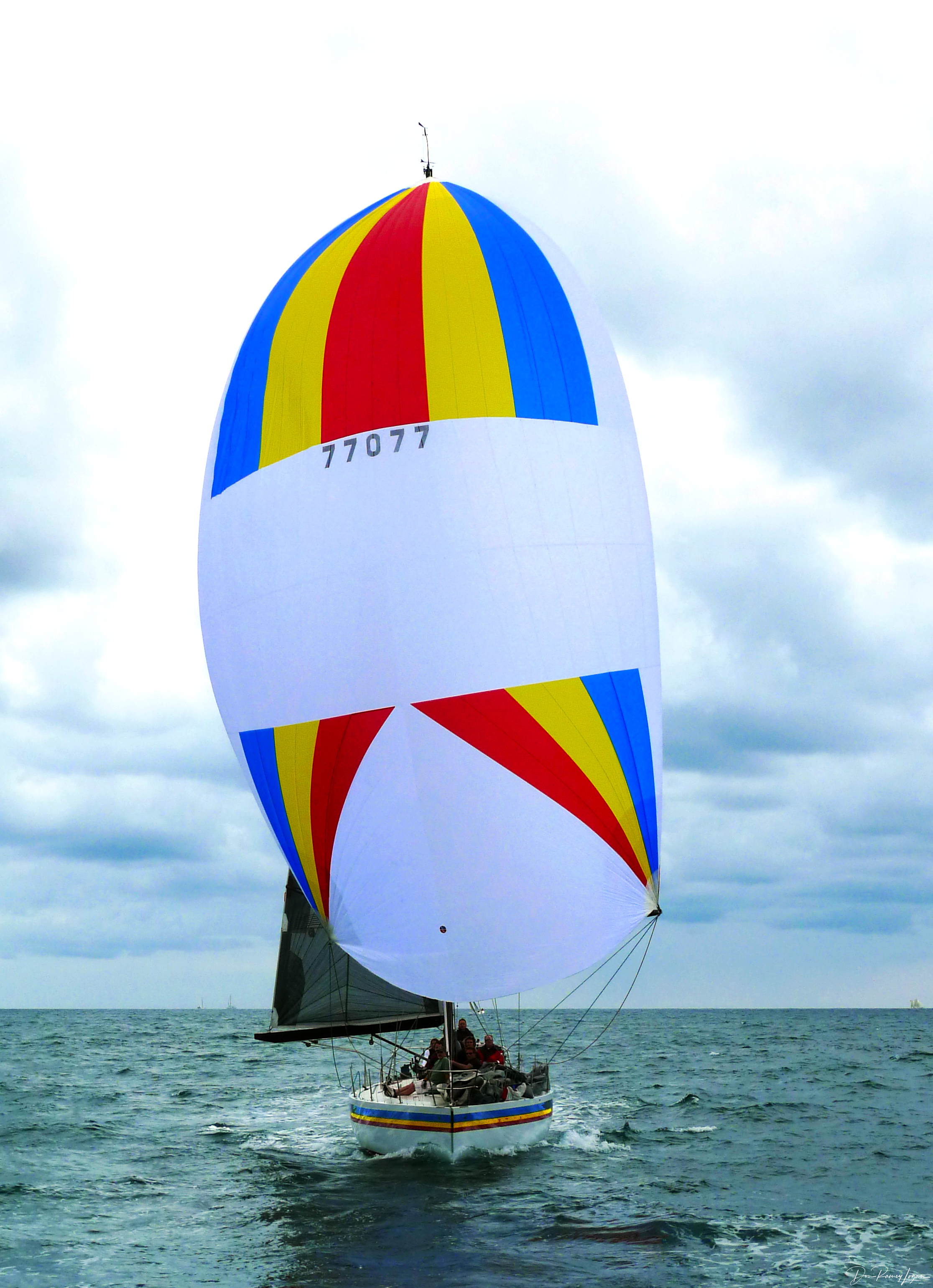
قارب أمانتي ، طراز «تشوات 48» لعام 1983م في شاطيء نيوبورت، كاليفورنيا، في فبراير 2015م وهو يبحر بشراع مثلثي.

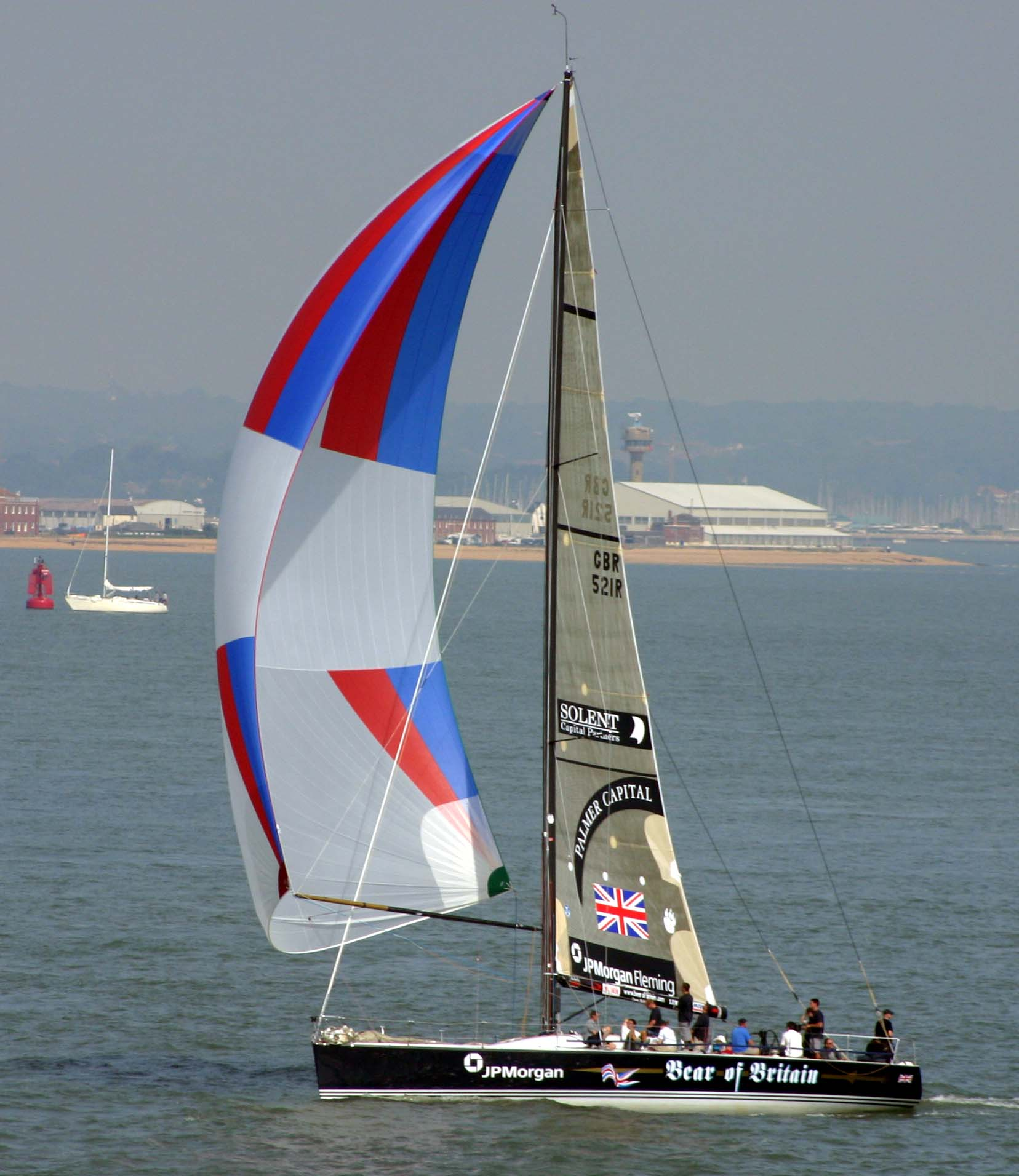
قارب «دب بريطانيا» ، طراز «فار 52» مع شراع مثلثي برأس الصاري.

الشراع المثلث (بالإنجليزية: Spinnaker) هو شراع مُصمم خصيصًا للإبحار مع الرياح الجانبية على مسارات تتراوح بين الإبحار الجانبي (الرياح بزاوية 90° بالنسبة للمسار) والإبحار مع الرياح الخلفية (الاتجاه نفسه كالرياح). يُصنع الشراع المثلث من قماش خفيف الوزن، عادةً من النايلون ، وغالبًا ما يكون بألوان زاهية. وقد صُمم لتحقيق أفضل أداء له سواءً كان شراعًا مثلثًا جانبي أو شراعًا مثلثًا خلفي، وذلك من خلال تشكيل الألواح والدرزات. يُثبت الشراع المثلث من ثلاث نقاط فقط.

## الأنواع
هناك فئتان رئيسيتان من الشراع المثلث: متماثل وغير متماثل، وذلك بناءً على وجود مستوى تماثل في الشراع. يعمل الشراع المثلث غير المتماثل بشكل أشبه بشراع الجيب، حيث تُولّد قوة رفع من الجانب، وليس من الأعلى كما هو الحال في الشراع المثلث المتماثل. هذا يجعل الشراع المثلث غير المتماثل خيارًا أفضل للإبحار في عرض الرياح من الشراع المثلث المتماثل، الذي يتميز بأفضلية للإبحار في اتجاه الرياح. في حين أن قارب السباق المُجهز بالكامل قد يحتوي على عدد من الأشرع المُثلثة، المتماثل وغير المتماثل، لتغطية جميع المسارات وظروف الرياح، فإن قوارب الرحلات البحرية تستخدم تقريبًا الشراع المثلث غير المتماثل دائمًا، نظرًا لنطاق استخدامه الأوسع وسهولة التعامل معه.

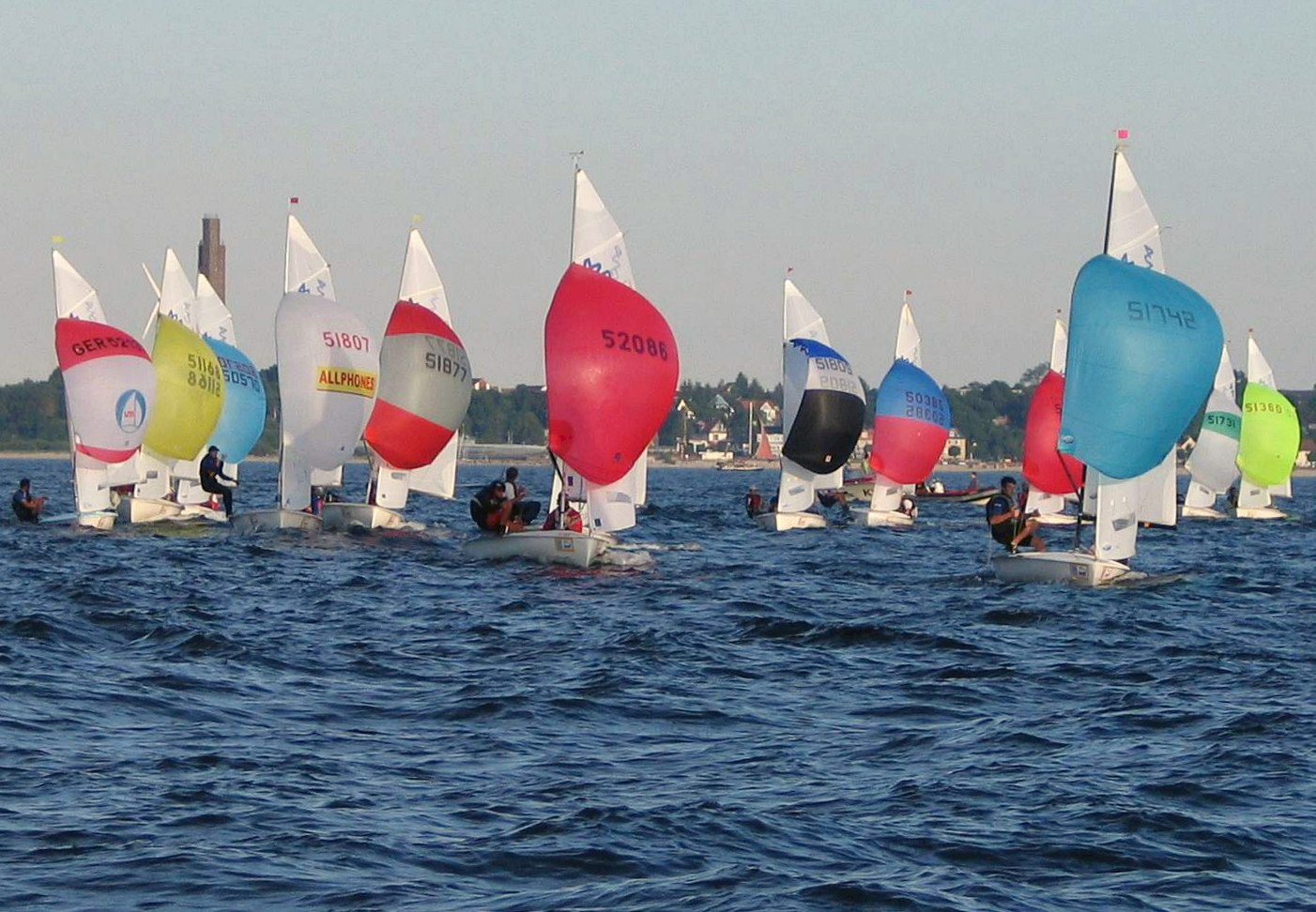
قوارب صغيرة من الفئة 420 ذات شراع مثلثي متماثل.

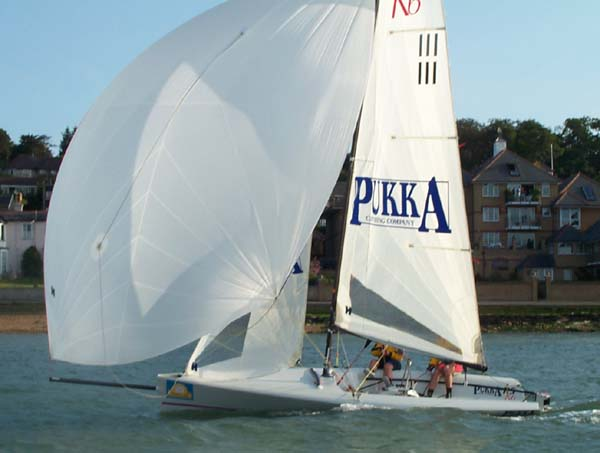
قارب شراعي RS K6 ذو عارضة جانبية غير متماثلة على مقدمة قابلة للسحب.

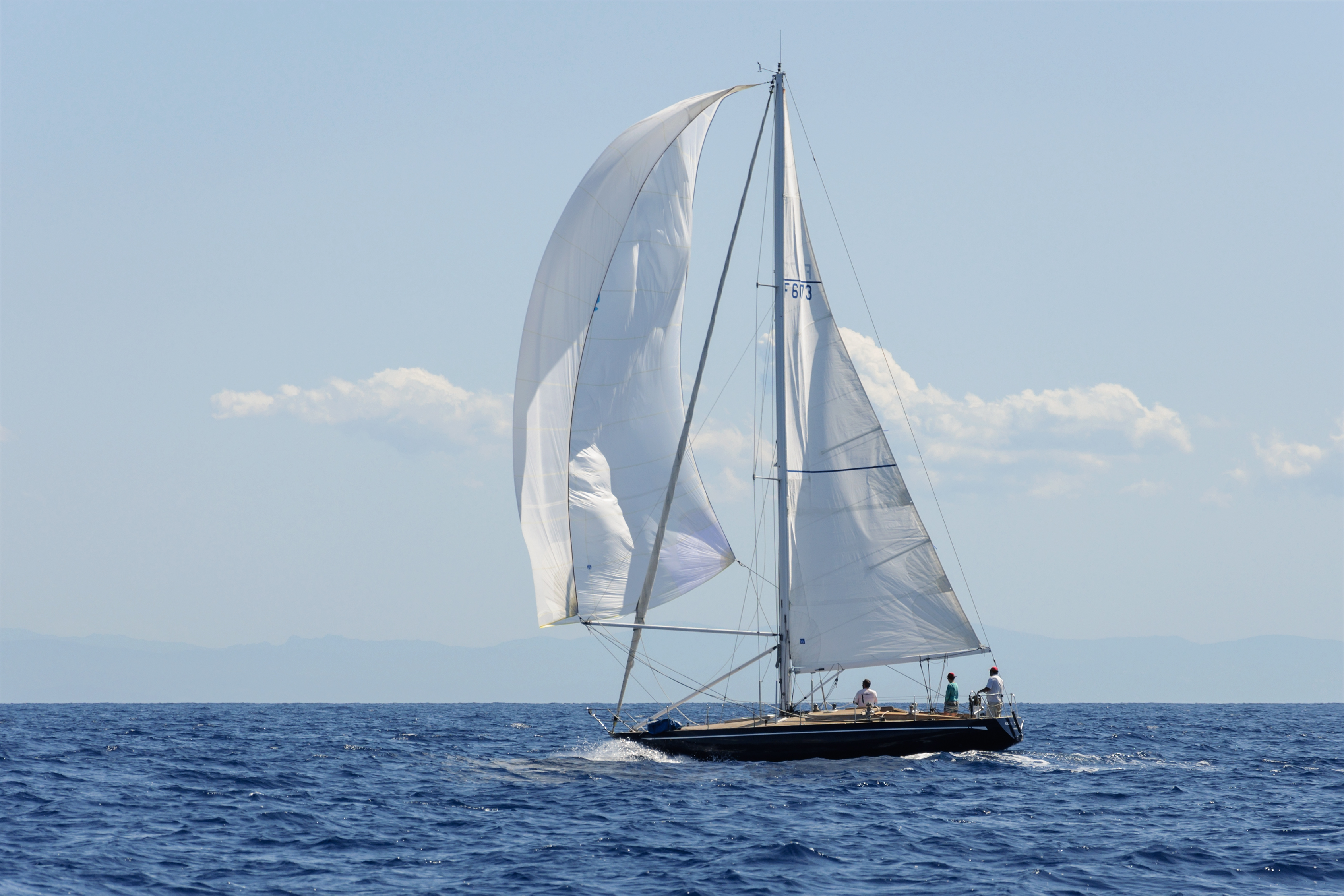
سفينة «أيچ بلو» ترفع شراعها المثلث خلال سباق اليخوت كورسيكا كلاسيك 2013م.